# Kościół św. Marcina w Zillis
Kościół św. Marcina (niem. Kirche St. Martin) – średniowieczna świątynia znajdująca się w szwajcarskiej gminie Zillis-Reischen, w kantonie Gryzonia.

## Historia
Pierwszy kościół w Zillis wzniesiono na przełomie V i VI wieku, była to jednonawowa świątynia z absydą. Ok. 800 zastąpiła ją kolejna świątynia, którą w 940 cesarz Otton I Wielki przekazał biskupowi Chur, Waldowi. Obecny kościół zbudowano w latach 1109–1114. W 1509 wzniesiono nowe, późnogotyckie, wieloboczne prezbiterium projektu Andreasa Bühlera. Między 1530 a 1535 kościół przeszedł w ręce protestantów. W 1574 wzniesiono nową więźbę dachową, a w 1677 wzniesiono nowy hełm na wieży autorstwa Petera Zurra. Świątynię poddano renowacji w latach 1938-1940 pokryto dach miedzianą blachą i wzniesiono betonowy, przeciwpożarowy strop nad stropem drewnianym. W 1971 miała miejsce konserwacja drewnianego sufitu.

## Architektura
Świątynia romańska, salowa, z późnogotyckim prezbiterium.
Fasadę zdobi fresk przedstawiający św. Krzysztofa z ok. 1320-1340 roku, odrestaurowany w 1995.

## Malowany strop
Nawa przykryta jest romańskim, świerkowym stropem, zainstalowanym w 1114 roku, prawdopodobnie autorstwa malarza Lopciniusa, zmarłego najpóźniej w 1147. Każde z 153 pól sufitu, o wymiarach ok. 90 cm x 90 cm, pokryte jest malowidłami, przedstawiającymi m.in. bestie mityczne uosabiające zło, anioły, sceny z życia Chrystusa i św. Marcina. Jest to najstarszy malowany figuratywnie strop w Europie.

## Wyposażenie
Wnętrze zdobi:
- romańska chrzcielnica z XII wieku,
- ambona z 1647,
- stalle z 1730,
- organy z 1974[2], jednym manuałem i 4 głosami[5].

## Galeria

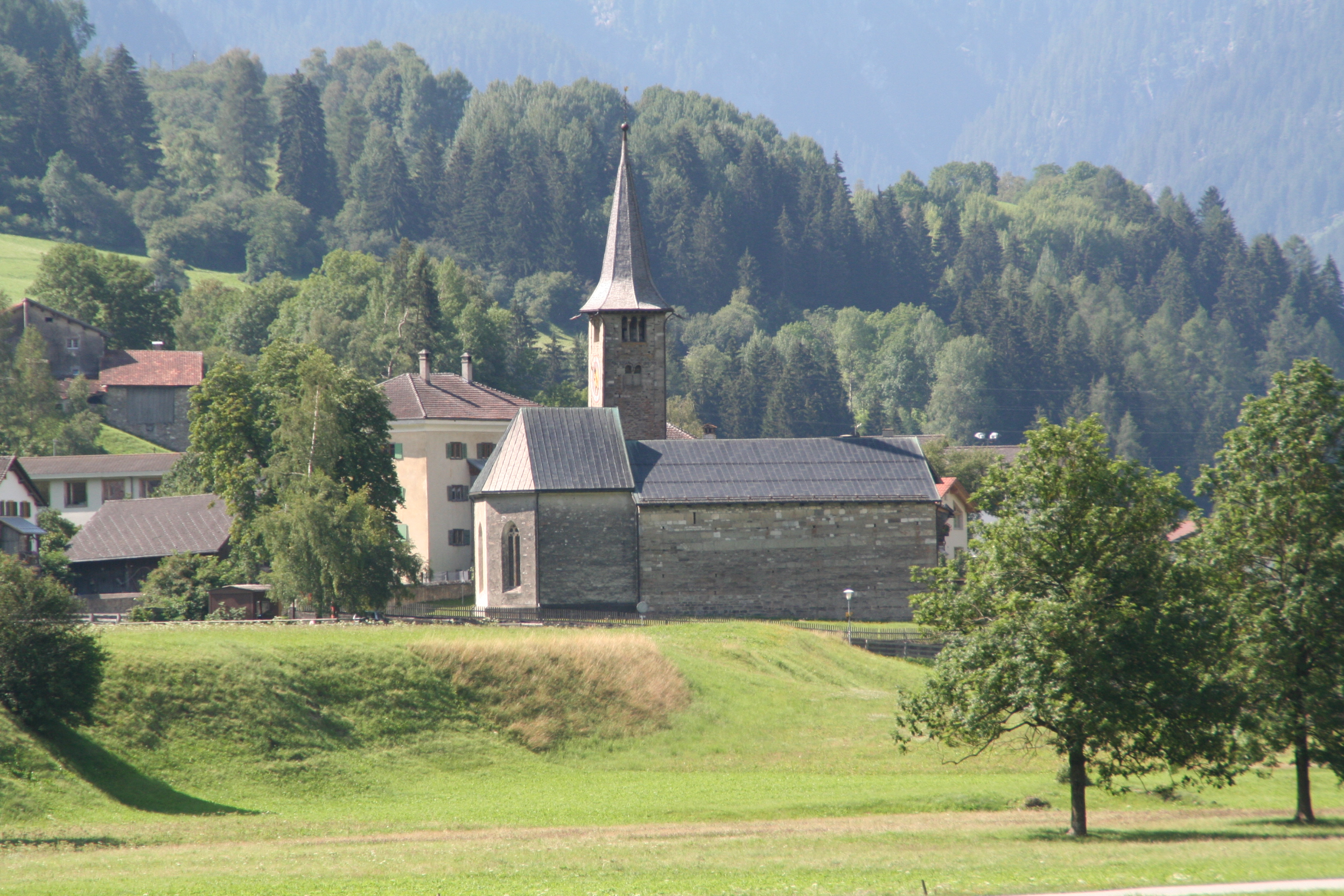
Widok z północy
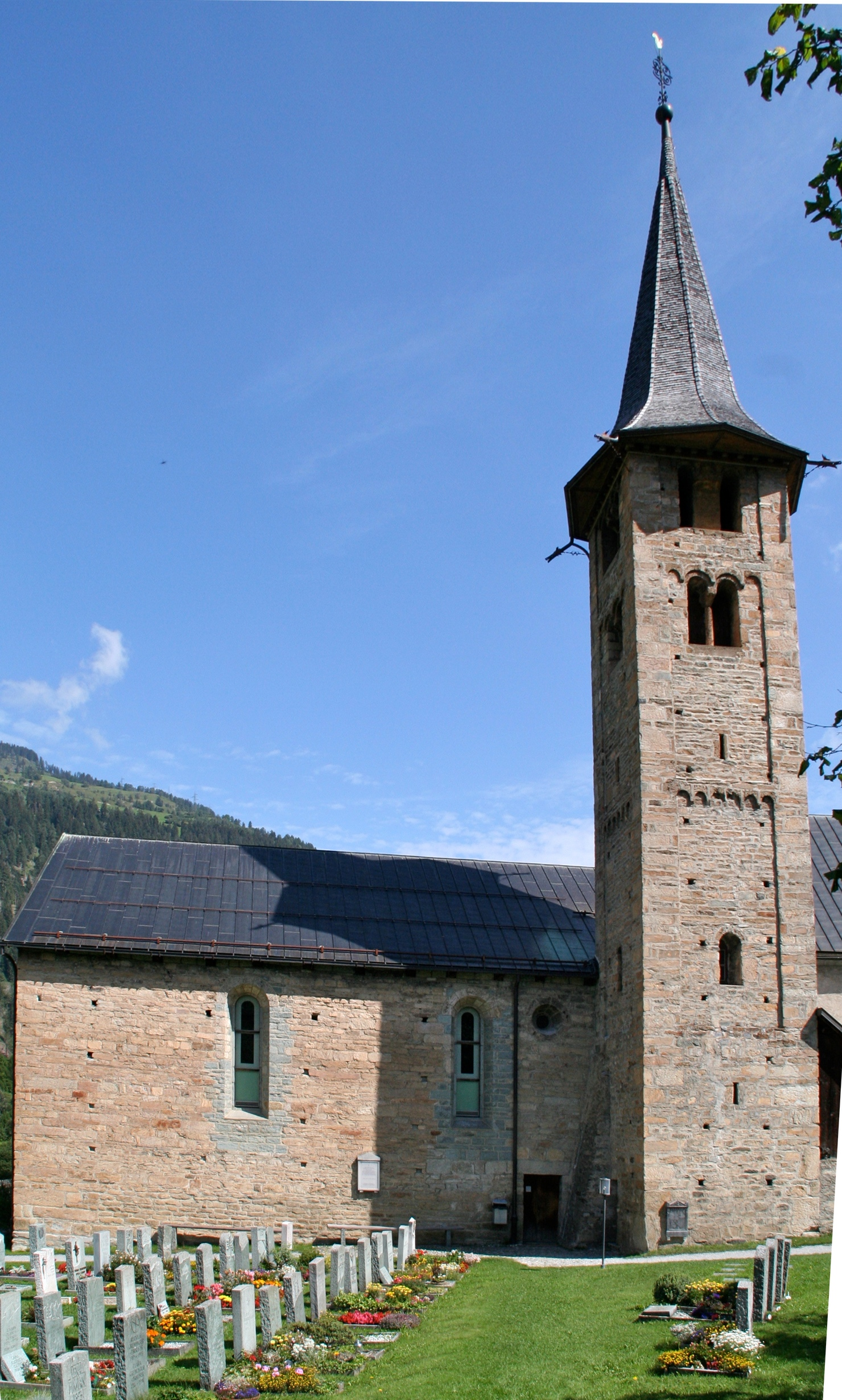
Widok z południa
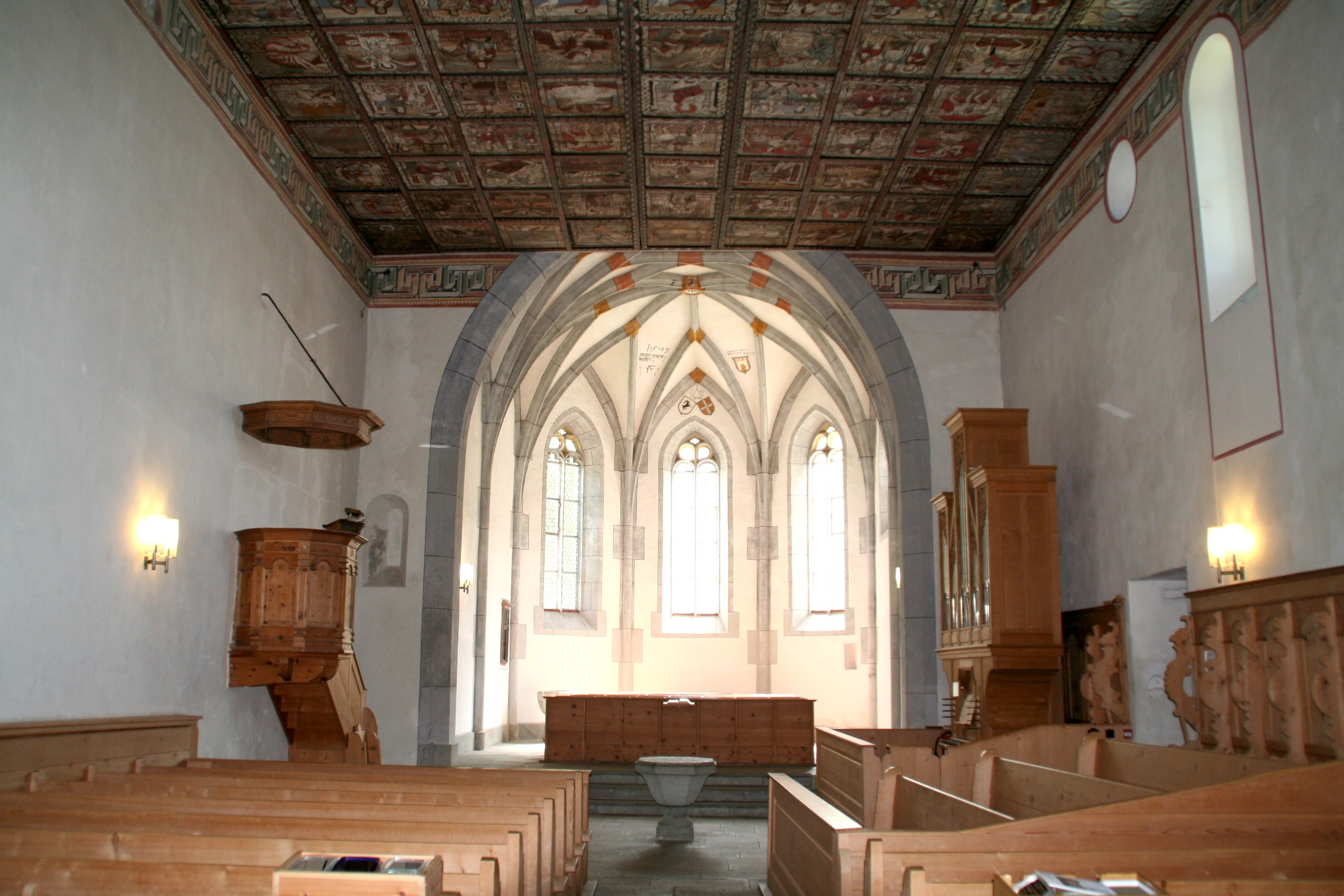
Wnętrze
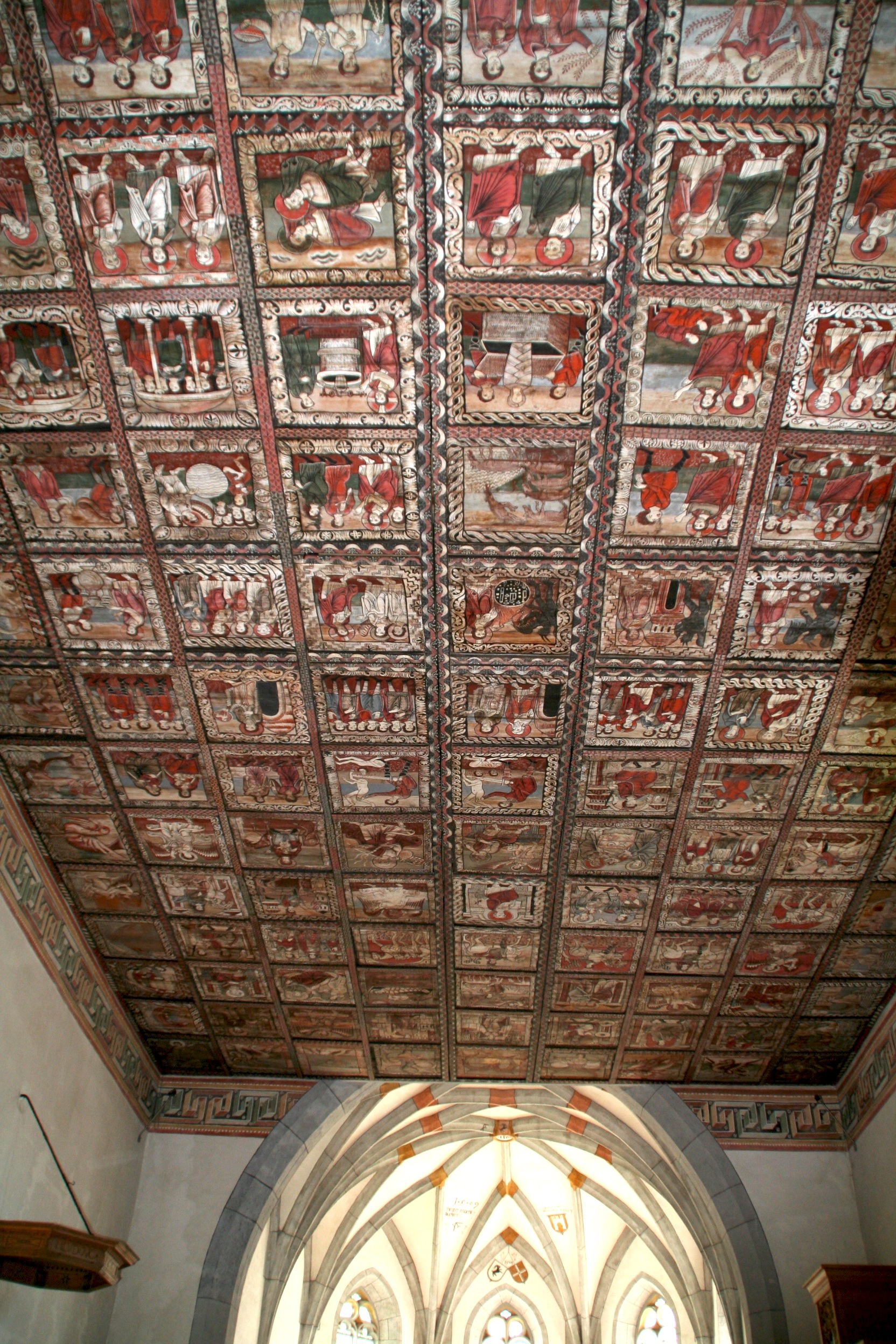
Strop
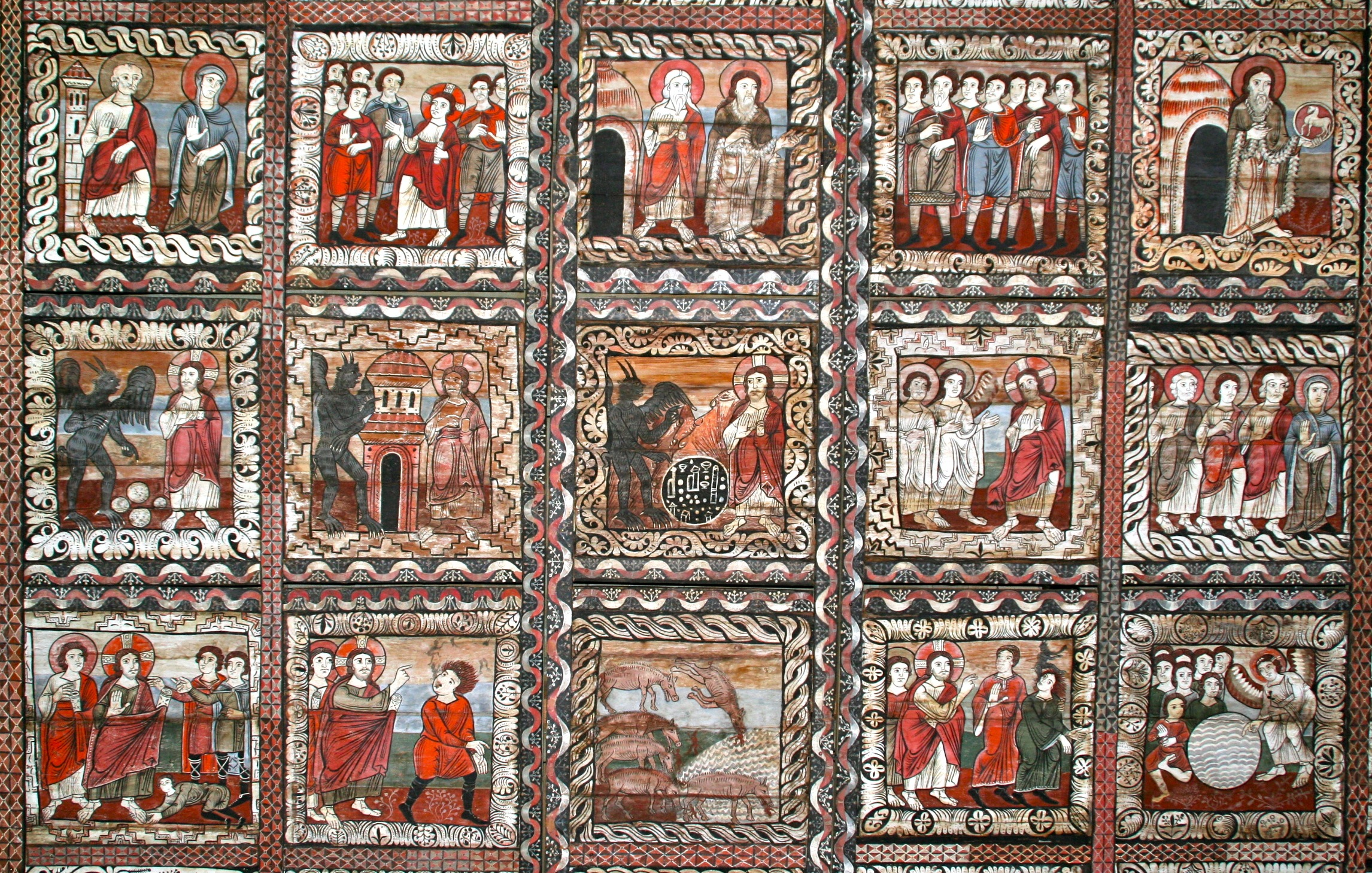
Niektóre z pól
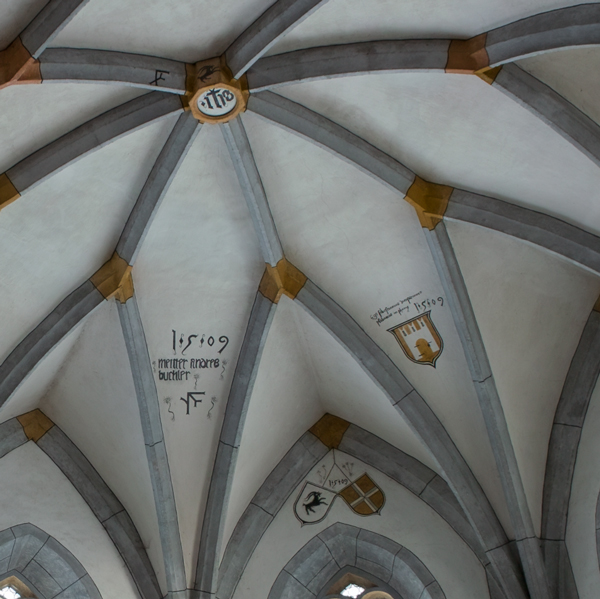
Wysklepki sklepienia w prezbiterium